# Gouvernement Cimoszewicz
IIIe République
Oleksy Buzek
Le gouvernement Cimoszewicz (en polonais : Rząd Włodzimierza Cimoszewicza) est le gouvernement de la République de Pologne entre le 7 février 1996 et le 31 octobre 1997, en fonction durant la deuxième législature de la Diète.

## Coalition et historique
Dirigé par le nouveau président du Conseil des ministres social-démocrate Włodzimierz Cimoszewicz, ancien ministre de la Justice, ce gouvernement est constitué et soutenu par une coalition de centre gauche entre la Social-démocratie de la République de Pologne (SdRP) et le Parti paysan polonais (PSL). Ensemble, ils disposent de 303 députés sur 460, soit 65,9 % des sièges de la Diète.
Il est formé à la suite de la démission de Józef Oleksy, au pouvoir depuis mars 1995. Il succède donc au gouvernement Oleksy, constitué et soutenu par une coalition identique.

### Formation
Le 26 janvier 1996, à peine un mois après l'investiture du social-démocrate Aleksander Kwaśniewski à la présidence de la République, Oleksy remet sa démission. Cette décision fait suite à l'ouverture d'une enquête à son encontre par le parquet militaire.
Le chef de l'État entreprend alors de consulter les deux partis de la majorité parlementaire, et choisit de nommer comme président du conseil l'ancien ministre de la Justice Włodzimierz Cimoszewicz, député élu sous les couleurs de la coalition Alliance de la gauche démocratique (SLD) mais sans affiliation partisane. Ce dernier nomme son exécutif dès le 7 février.
Il met en œuvre, au 1er janvier 1997, une profonde réforme de l'administration centrale, qui voit la transformation ou la création de plusieurs ministères et bureaux.

### Succession
Lors des élections législatives du 21 septembre 1997, l'alliance SLD se maintient à son niveau de 1993, mais elle est surclassée par l'Alliance électorale Solidarité (AWS), qui échoue à conquérir la majorité absolue. La bonne tenue de l'Union pour la liberté (UW) et l'effondrement du PSL, qui perd plus de 100 élus, permettent l'alternance. Le 31 octobre suivant, le conservateur Jerzy Buzek forme son gouvernement, constitué et soutenu par une coalition entre l'AWS et l'UW.

## Composition

### Initiale (7 février 1996)
| Fonction | Titulaire | Titulaire                                | Parti |
| --- | --------- | ---------------------------------------- | ----- |
| Président du Conseil des ministres |           | Włodzimierz Cimoszewicz                  | Sans  |
| Vice-président du Conseil des ministres Ministre de l'Agriculture et de l'Alimentation                                                                                |           | Roman Jagieliński                        | PSL   |
| Vice-président du Conseil des ministres Ministre des Finances |           | Grzegorz Kołodko                         | Sans  |
| Vice-président du Conseil des ministres Ministre sans portefeuille Président du bureau central de la planification Ministre du Trésor d'État (à partir du 01/10/1996) |           | Mirosław Pietrewicz                      | PSL   |
| Ministre de l'Aménagement du territoire et des Travaux publics |           | Barbara Blida                            | SdRP  |
| Ministre de la Coopération économique extérieure |           | Jacek Buchacz (jusqu'au 04/09/1996)      | PSL   |
| Ministre de l'Éducation nationale |           | Jerzy Wiatr                              | SdRP  |
| Ministre de la Culture et des Arts |           | Zdzisław Podkański                       | PSL   |
| Ministre de la Défense nationale |           | Stanisław Dobrzański                     | PSL   |
| Ministre de la Justice Procureur général |           | Leszek Kubicki                           | Sans  |
| Ministre des Privatisations |           | Wiesław Kaczmarek                        | SdRP  |
| Ministre de l'Intérieur |           | Zbigniew Siemiątkowski                   | SdRP  |
| Ministre des Transports et de la Mer |           | Bogusław Liberadzki                      | Sans  |
| Ministre du Travail et de la Politique sociale |           | Andrzej Bączkowski (jusqu'au 07/11/1996) | Sans  |
| Ministre des Affaires étrangères |           | Dariusz Rosati                           | Sans  |
| Ministre de l'Industrie et du Commerce |           | Klemens Ścierski                         | PSL   |
| Ministre des Communications |           | Andrzej Zieliński                        | PSL   |
| Ministre de l'Environnement, des Ressources naturelles et des Forêts                                                                                                  |           | Stanisław Żelichowski                    | PSL   |
| Ministre de la Santé et de la Sécurité sociale |           | Ryszard Żochowski                        | Sans  |
| Ministre sans portefeuille Directeur du bureau du Conseil des ministres                                                                                               |           | Leszek Miller                            | SdRP  |
| Ministre sans portefeuille Président du comité pour la recherche scientifique                                                                                         |           | Aleksander Łuczak                        | PSL   |

### Remaniement du1erjanvier 1997
| Fonction                                                                               | Titulaire | Titulaire                                                                            | Parti |
| -------------------------------------------------------------------------------------- | --------- | ------------------------------------------------------------------------------------ | ----- |
| Président du Conseil des ministres                                                     |           | Włodzimierz Cimoszewicz                                                              | Sans  |
| Vice-président du Conseil des ministres Ministre de l'Agriculture et de l'Alimentation |           | Roman Jagieliński (jusqu'au 10/04/1997) Jarosław Kalinowski (à partir du 24/04/1997) | PSL   |
| Vice-président du Conseil des ministres Ministre des Finances                          |           | Grzegorz Kołodko (jusqu'au 04/02/1997) Marek Belka                                   | Sans  |
| Vice-président du Conseil des ministres Ministre du Trésor d'État                      |           | Mirosław Pietrewicz                                                                  | PSL   |
| Ministre de l'Éducation nationale                                                      |           | Jerzy Wiatr                                                                          | SdRP  |
| Ministre de la Culture et des Arts                                                     |           | Zdzisław Podkański                                                                   | PSL   |
| Ministre de la Défense nationale                                                       |           | Stanisław Dobrzański                                                                 | PSL   |
| Ministre de la Justice Procureur général                                               |           | Leszek Kubicki                                                                       | Sans  |
| Ministre de l'Économie                                                                 |           | Wiesław Kaczmarek                                                                    | SdRP  |
| Ministre de l'Intérieur et de l'Administration                                         |           | Leszek Miller                                                                        | SdRP  |
| Ministre des Transports et de la Mer                                                   |           | Bogusław Liberadzki                                                                  | Sans  |
| Ministre du Travail et de la Politique sociale                                         |           | Tadeusz Zieliński (à partir du 03/01/1997)                                           | Sans  |
| Ministre des Affaires étrangères                                                       |           | Dariusz Rosati                                                                       | Sans  |
| Ministre de l'Environnement, des Ressources naturelles et des Forêts                   |           | Stanisław Żelichowski                                                                | PSL   |
| Ministre de la Santé et de la Sécurité sociale                                         |           | Ryszard Żochowski (mort le 17/09/1997)                                               | Sans  |
| Ministre sans portefeuille Président du comité pour la recherche scientifique          |           | Aleksander Łuczak                                                                    | PSL   |
| Ministre sans portefeuille Coordinateur des services secrets                           |           | Zbigniew Siemiątkowski                                                               | SdRP  |
| Ministre sans portefeuille Président du centre gouvernemental des études stratégiques  |           | Zbigniew Kuźmiuk                                                                     | PSL   |
| Ministre sans portefeuille Chargé de la Gestion des inondations                        |           | Andrzej Piłat (à partir du 29/07/1997)                                               | Sans  |